# Cuerpo adiposo de la mejilla
En anatomía humana, los cuerpos adiposos de la mejilla, también conocidos como las bolsas de Bichat, son dos bolsas de grasa encapsulada situadas en la región de la mejilla, una en el lado derecho y otra en el izquierdo, cada una con un volumen de alrededor de 10 cm³ y un peso de 9 gramos. A pesar de su pequeño tamaño, las bolsas de Bichat tienen gran importancia en medicina estética, por contribuir a configurar el espacio de la región media e inferior de la cara, proporcionando aspecto de llenura a las mejillas sobre todo durante la infancia. En la vida adulta, con el desarrollo del resto de las estructuras de la cara, su tamaño relativo es menor, aunque siguen persistiendo, y son más prominentes en algunas personas, dándole al rostro un aspecto más redondeado. No debe confundirse la bolsa de Bichat con la bolsa grasa malar, situada también en el área de la mejilla pero más superficial, justo debajo de la piel. Existe una operación que consiste en la extirpación de los cuerpos adiposos de la mejilla, denominada bichectomía, con la finalidad de lograr un efecto de rejuvenecimiento del rostro.

## Sinonimia
Bolsa de Bichat, bola de Bichat, bolsa grasa de Bichat, bolsa adiposa de Bichat, cuerpo adiposo de Bichat, corpus adiposum buccae, cuerpo adiposo de la boca.

## Historia
La primera descripción de esta estructura anatómica fue realizada por Heister en el año 1732. En 1802 el anatomista francés Marie François Xavier Bichat demostró que se trataba de una bolsa compuesta de grasa y no de una glándula como se creía antes.

## Anatomía

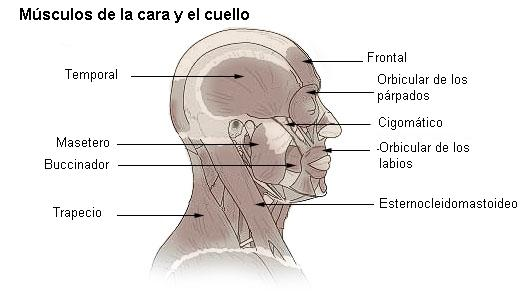
La bolsa de Bichat se encuentra entre los músculos masetero y buccinador.

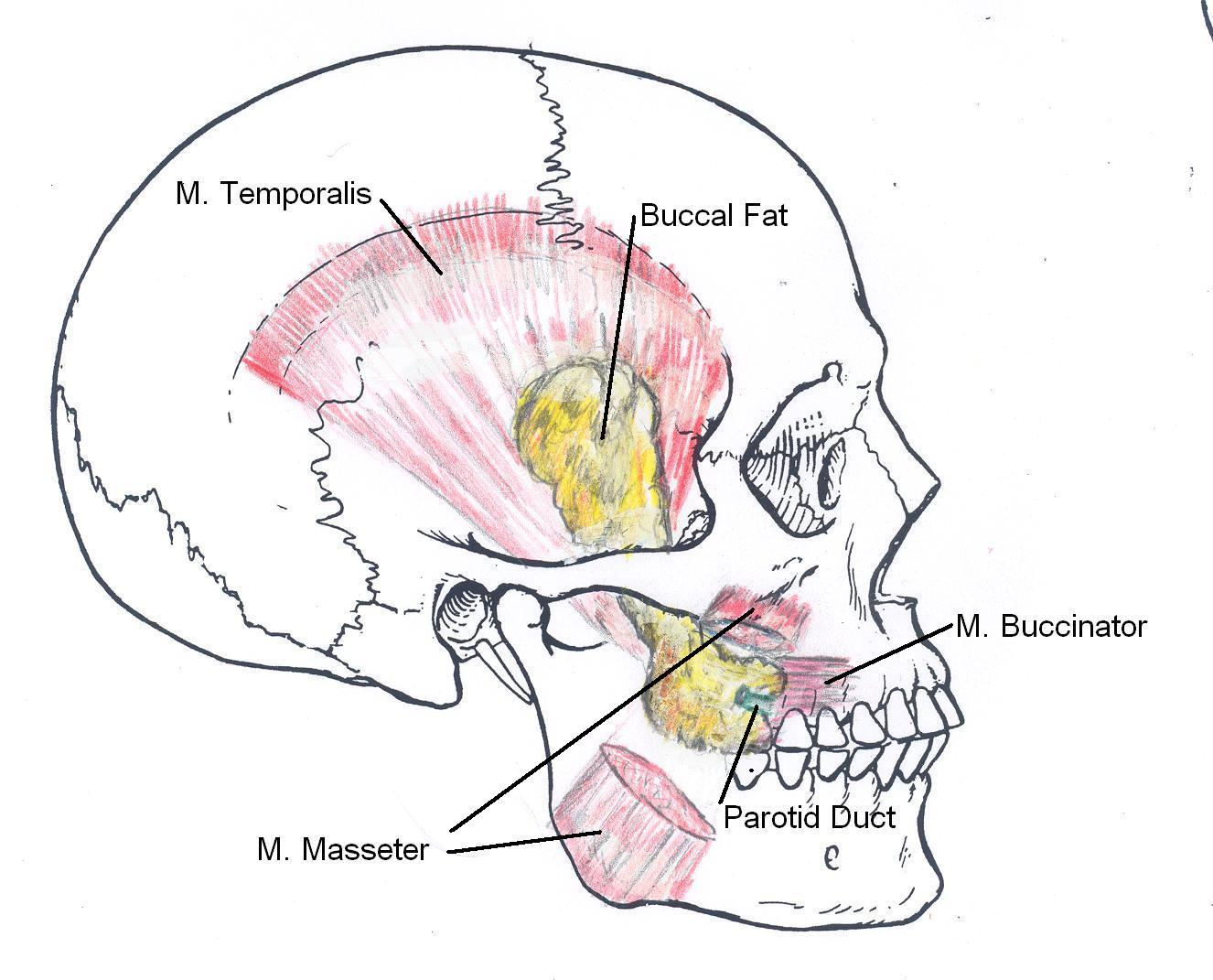
Cuerpo adiposo de la mejilla (buccal fat) con sus extensiones. Obsérvese que se sitúa detrás del músculo masetero, por lo que este se ha seccionado para mejorar la visión.

El cuerpo adiposo de la mejilla se encuentra entre el músculo masetero y el buccinador, actúa como una almohadilla durante los movimientos de masticación, facilitando el deslizamiento de estas estructuras. Se encuentra muy próxima a las ramas zigomática y bucal del nervio facial y al conducto parotídeo por el que circula la saliva desde la glándula parótida. Está formada por un cuerpo principal y cuatro extensiones que se llaman: bucal, pterigoidea, temporal superficial y temporal profunda. La extensión bucal es la porción más grande y representa entre el 30 y el 40 % del peso total.

## Bichectomía
La bichectomía es una intervención quirúrgica que consiste en la extirpación de los cuerpos adiposos de la mejila. Se realiza mediante anestesia local o general. La incisión puede realizarse a través del interior de la cavidad oral, con la finalidad de que no quede ninguna cicatriz visible. En cirugía estética se practica con la finalidad de afinar las mejillas y acentuar los pómulos, sobre todo en personas con rostros redondeados u ovalados. Entre las posibles complicaciones consecuencia del procedimiento, puede ocurrir parálisis del nervio facial, sección accidental del conducto parotídeo y asimetría facial tras la cirugía.